# Rockwood (Tennessee)
Rockwood is een plaats (city) in de Amerikaanse staat Tennessee, en valt bestuurlijk gezien onder Roane County.

## Demografie
Bij de volkstelling in 2000 werd het aantal inwoners vastgesteld op 5774.
In 2006 is het aantal inwoners door het United States Census Bureau geschat op 5451, een daling van 323 (-5.6%).

## Geografie
Volgens het United States Census Bureau beslaat de plaats een oppervlakte van
20,5 km², waarvan 20,4 km² land en 0,1 km² water. Rockwood ligt op ongeveer 250 m boven zeeniveau.

## Plaatsen in de nabije omgeving
De onderstaande figuur toont nabijgelegen plaatsen in een straal van 20 km rond Rockwood.

## Geboren in Rockwood
- Megan Fox (1986), model en actrice